# Excitació d'electrons

Un esquema de l'excitació d'electrons, que mostra l'excitació per fotó (esquerra) i per col·lisió de partícules (dreta).

L'excitació d'electrons és la transferència d'un electró lligat a un estat més energètic, però encara lligat. Això es pot fer per fotoexcitació (PE), on l'electró absorbeix un fotó i guanya tota la seva energia o per excitació col·lisional (CE), on l'electró rep energia d'una col·lisió amb un altre electró energètic. Dins d'una xarxa cristal·lina semiconductora, l'excitació tèrmica és un procés on les vibracions de la xarxa proporcionen prou energia per transferir electrons a una banda d'energia més alta, com ara un subnivell o un nivell d'energia més energètic. Quan un electró excitat torna a un estat de menor energia, experimenta una relaxació d'electrons (desexcitació). Això s'acompanya de l'emissió d'un fotó (relaxació radiativa/ emissió espontània) o d'una transferència d'energia a una altra partícula. L'energia alliberada és igual a la diferència de nivells d'energia entre els estats d'energia dels electrons.
En general, l'excitació dels electrons en els àtoms varia molt de l'excitació en els sòlids, a causa de la diferent naturalesa dels nivells electrònics i de les propietats estructurals d'alguns sòlids. L'excitació electrònica (o desexcitació) pot tenir lloc per diversos processos com ara:
- col·lisió amb electrons més energètics (recombinació Auger, ionització per impacte, . . .)
- absorció / emissió d'un fotó,
- absorció de diversos fotons (anomenada ionització multifotònica); per exemple, llum làser quasi monocromàtica.

Hi ha diverses regles que dicten la transició d'un electró a un estat excitat, conegudes com a regles de selecció. En primer lloc, com s'ha assenyalat anteriorment, l'electró ha d'absorbir una quantitat d'energia equivalent a la diferència d'energia entre el nivell d'energia actual de l'electró i un nivell d'energia superior desocupat per poder ascendir a aquest nivell d'energia. La següent regla es desprèn del principi de Frank-Condon, que estableix que l'absorció d'un fotó per part d'un electró i el salt subsegüent dels nivells d'energia és gairebé instantània. El nucli atòmic amb el qual està associat l'electró no pot ajustar-se al canvi de posició de l'electró a la mateixa escala de temps que l'electró (perquè els nuclis són molt més pesats) i, per tant, el nucli es pot portar a un estat vibracional en resposta a la transició electrònica. . Aleshores, la regla és que la quantitat d'energia absorbida per un electró pot permetre que l'electró es promogui des d'un estat bàsic vibracional i electrònic a un estat excitat vibracional i electrònic. Una tercera regla és la Regla de Laporte, que requereix que els dos estats d'energia entre els quals passa un electró han de tenir una simetria diferent. Una quarta regla és que quan un electró experimenta una transició, s'ha de conservar l'estat de spin de la molècula/àtom que conté l'electró.
En algunes circumstàncies, certes regles de selecció es poden trencar i els electrons excitats poden fer transicions "prohibidas". Les línies espectrals associades a aquestes transicions es coneixen com a línies prohibides.